# Nerses Bedros XIX Tarmouni
Nerses Bedros XIX Tarmouni (Armeens: Ներսէս Պետրոս ԺԹ. Թարմունի) (Caïro, 17 januari 1940 – Beiroet 25 juni 2015) was een Katholikos-patriarch van de Armeens-Katholieke Kerk.
Tarmouni kreeg bij zijn geboorte de naam Boutros Taza. Hij werd op 15 augustus 1965 tot priester gewijd. Op 21 augustus 1989 werd hij benoemd tot bisschop van Alexandrië. Zijn bisschopswijding vond plaats op 18 februari 1990.
Taza werd op 7 oktober 1999 door de synode van de Armeens-katholieke Kerk gekozen tot 	katholikos-patriarch van Cilicië van de Armeniërs als opvolger van Hovhannes Bedros XVIII Kasparian die in 1998 met emeritaat was gegaan. Tarmouni nam daarop de naam Nerses Bedros XIX Tarmouni aan. Zijn benoeming werd zes dagen later bevestigd door paus Johannes Paulus II. Nerses Bedros XIX Tarmouni werd tevens voorzitter van de synode van de Armeens-katholieke Kerk.
De patriarch overleed op 25 juni 2015 op 75-jarige leeftijd onverwachts aan een hartaanval.